# Diego de Rueda

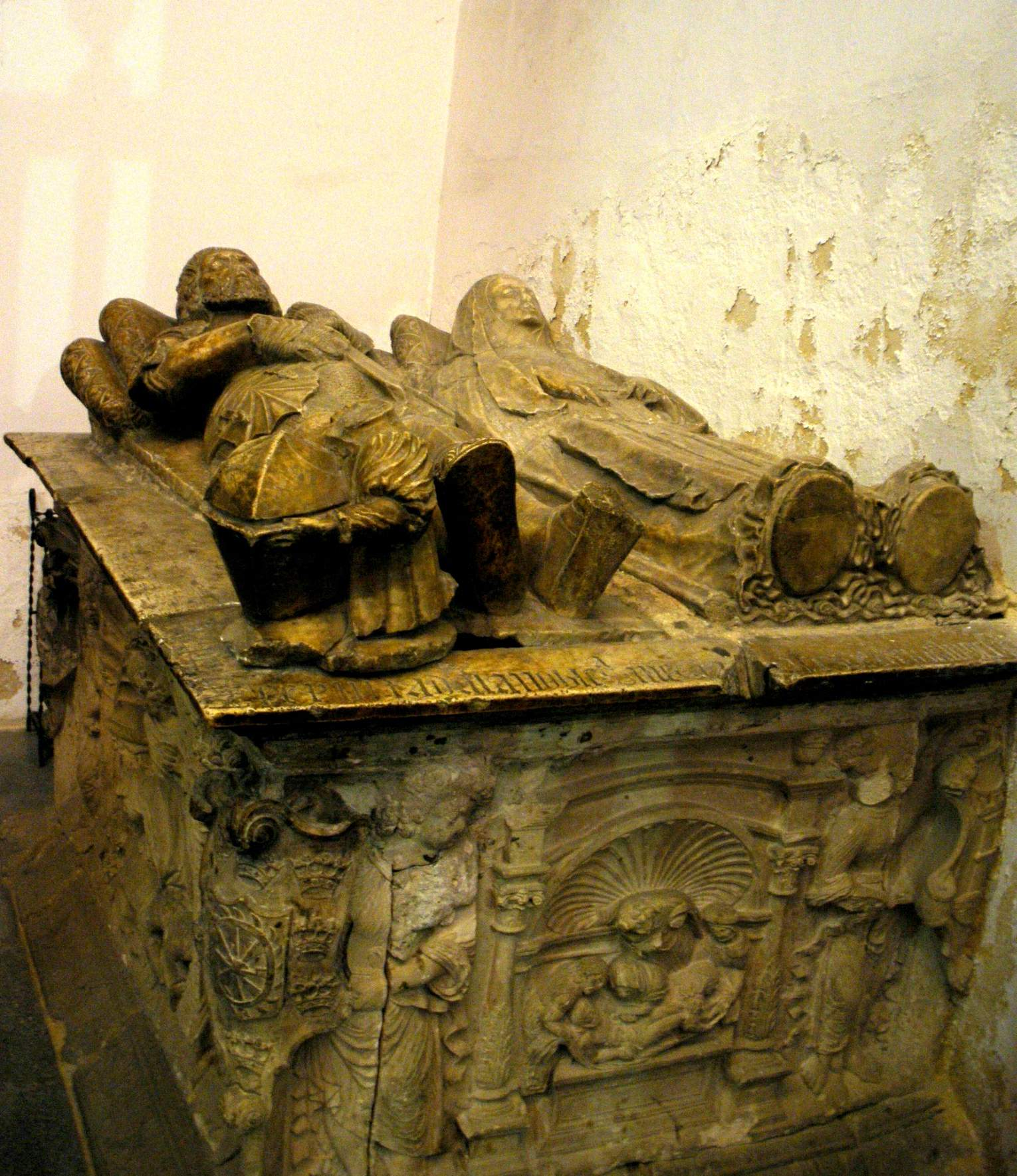
Vista del sepulcro de Diego de Rueda y de su mujer, Mencía Álvarez.

Diego de Rueda fue un regidor de Segovia entre los siglos XV y XVI.

## Biografía
Vivió en una casa en la calle Escuderos (conocida después como Casa de Álvaro de Luna).
Contrajo matrimonio con Mencía Álvarez del Río. Tuvieron al menos una hija, María casada con Álvaro Daza, caballero de Santiago.
Dotó y decoró una capilla en la iglesia de San Miguel de Segovia, en el lado de la Epístola. En esta capilla fue enterrado en una suntuosa tumba de gusto plateresco que muestra su efigie yacente junto a la de su mujer. Sobre uno de los lados del conjunto se muestra un altorelieve representando una Piedad.
Entre sus descendientes se encuentra su homónimo Diego de Rueda (-1602) que, en 1574, estando casado con Mariana de Monte de Bellosillo se ordenó sacerdote. Por su parte, Mariana ingresaría en el convento de San José fundado recientemente por Teresa de Jesús.